# The Stage
The Stage je album ameriške glasbene skupine z enakim imenom. Izšel je 2016 pri založbi Capitol Records.

## Seznam skladb
1. "The Stage" - 8:32
2. "Paradigm" - 4:18
3. "Sunny Disposition" - 6:41
4. "God Damn" - 3:41
5. "Creating God" - 5:34
6. "Angels" - 5:40
7. "Simulation" - 5:30
8. "Higher" - 6:28
9. "Roman Sky" - 5:00
10. "Fermi Paradox" - 6:30
11. "Exist" - 15:41